# Tàntal africà
El tàntal africà (Mycteria ibis) és un ocell camallarg de la família dels cicònids (Ciconiidae) que habita als aiguamolls, llacs i estanys de la major part de l'Àfrica subsahariana i l'oest de Madagascar. Ocasionalment és observat com a au accidental a les Canàries i la Península Ibèrica.
És un gran ocell que fa uns 97 cm de llargària. El color general és blanc amb un to rosa. Ales i cua negres i bec groc i màscara facial vermella. En vol es distingeix de la cigonya blanca per la cua negra.